# Tjuktere
Tjuktere er et palæoasiatisk folk bosat i Asiens nordøstligste hjørne, Tjukterhalvøen i Russisk fjernøsten, fra floden Indigirka til Beringstrædet, i den nutidige russiske region Tjukotka (hvor de udgør omkring 8 % af befolkningen).
Det samlede antal tjuktere udgjorde i 1989 omkring 15.000 personer. Heraf opgav 70%, at de kunne tale tjuktjisk.
Man skelner mellem de traditionelt nomadiserende rensdyravlende tundratjuktere og kysttjuktere, der traditionelt boede ved kysten og ernærede sig ved fangst af havpattedyr. Førstnævnte anvendte tidligere rensdyr, de sidstnævnte hunde som trækdyr.
Befolkningens traditionelle religion er shamanisme.
I 1600-tallet begyndte russerne at kolonisere tjukternes område. Tjukterne gjorde hårdnakket modstand mod de indtrængende og lykkedes længe at holde stand, men måtte til sidst give efter for den russiske overmagt. I 1930'erne blev de traditionelle erhverv kollektiviseret og befolkningen blev samlet i kollektiv- og statsbrug. I 1960'erne begyndte man at samle befolkningen i lidt større helårs-bebyggelser. På trods af, at lokale skoler underviste i tjuktisk, vandt russisk efterhånden indpas som det altdominerende sprog.